# Viaggio verso casa
Viaggio verso casa è un documentario del 1998 scritto da Nicolò Bongiorno e Tonino Guerra e diretto da Nicolò Bongiorno e Ruggero Gabbai.

## Trama
Il film, dedicato a Giulietta Masina, madrina di battesimo di Nicolò Bongiorno, è il racconto del viaggio "geografico e spirituale" che egli intraprende insieme all'amico e guida Tonino Guerra lungo tutta l'Italia alla scoperta delle proprie origini. Partendo da Torino e attraversando luoghi come la campagna senese, l'Umbria, i Monti Sibillini, Roma e Bivongi i protagonisti incontrano donne e uomini di cui ascoltano le storie per giungere infine a Mezzojuso, località d'origine degli avi di Bongiorno dove la sua ricerca ha termine.
Scopo dell'intero cammino e dello studio documentaristico è quello di lasciare libera parola ai personaggi e ai luoghi, concentrandosi tuttavia sulla dimensione religiosa e spirituale delle loro narrazioni.